# 白斑紅紋蛺蝶
白斑紅紋蛺蝶（学名：Anartia amathea)，为蛺蝶科紋蛺蝶屬下的一个种
。

## 分布
本种分布于新熱帶界, 从巴拿马至阿根廷, 并包括加勒比岛屿
。